# خوانله
خوانله (انگلیسی: Juanele؛ زادهٔ ۱۰ آوریل ۱۹۷۱) بازیکن فوتبال اهل اسپانیا است.
از باشگاه‌هایی که در آن بازی کرده‌است می‌توان به باشگاه فوتبال رئال ساراگوسا، باشگاه فوتبال اسپورتینگ خیخون، و باشگاه ورزشی تنریف اشاره کرد.
وی همچنین در تیم‌های ملی فوتبال زیر ۲۳ سال اسپانیا، اسپانیا، و Asturias autonomous football team بازی کرده‌است.